# Região Geográfica Imediata de Presidente Dutra
A Região Geográfica Imediata de Presidente Dutra é uma das 22 regiões imediatas do estado brasileiro do Maranhão, uma das 8 regiões imediatas que compõem a Região Geográfica Intermediária de Presidente Dutra e uma das 509 regiões imediatas no Brasil, criadas pelo IBGE em 2017. É composta de 13 municípios.

## Municípios
| Região geográfica imediata | Código | Municípios                 |
| -------------------------- | ------ | -------------------------- |
| Presidente Dutra           | 210016 | Dom Pedro                  |
| Presidente Dutra           | 210016 | Fortuna                    |
| Presidente Dutra           | 210016 | Gonçalves Dias             |
| Presidente Dutra           | 210016 | Governador Archer          |
| Presidente Dutra           | 210016 | Governador Eugênio Barros  |
| Presidente Dutra           | 210016 | Governador Luiz Rocha      |
| Presidente Dutra           | 210016 | Graça Aranha               |
| Presidente Dutra           | 210016 | Presidente Dutra           |
| Presidente Dutra           | 210016 | Santa Filomena do Maranhão |
| Presidente Dutra           | 210016 | São Domingos do Maranhão   |
| Presidente Dutra           | 210016 | São José dos Basílios      |
| Presidente Dutra           | 210016 | Senador Alexandre Costa    |
| Presidente Dutra           | 210016 | Tuntum                     |